# シムラ条約
シムラ条約（シムラじょうやく、英語: Simla Convention）とは、1914年7月3日にイギリス帝国とチベットの間で調印され、チベットを形式的に中華民国の主権の下で実質的に独立した国家として認めた条約。ただし中国側は署名を拒否した。

## 経緯

### イギリス帝国のチベット進出
モンゴル帝国・清朝の庇護のもとで、中世から近世にかけてのチベットはダライ・ラマ政権による自治を獲得していた。イギリス帝国はインドを植民地とした後に、北進してチベットを支配することを狙った。1903年にはヤングハズバンド率いるイギリス軍がチベット遠征を開始し、一時はチベット第1の都市であるラサ市も占領した。このため、1904年には当時のチベット自治政権の最高指導者であったダライ・ラマ13世はモンゴルに亡命した。

### 清朝の攻撃
1904年から1906年にイギリス帝国と清朝との間で交渉がもたれ、イギリス帝国は一旦は清朝の宗主権を認めたものの、再度軍事侵攻を開始した。1905年には（ダライ・ラマ13世のライバルであった）パンチェン・ラマ9世はイギリス領インドを訪問した一方で、1907年にはダライ・ラマ13世は北京を訪問している。イギリス帝国の軍事侵攻に対して1910年には清軍がチベットを攻撃したため、チベットの混乱は深まり、今度はダライ・ラマ13世はイギリス帝国インド領に亡命した一方で、翌1911年にパンチェン・ラマ9世がラサ市で清朝に協力した。

### 清朝の消失とイギリス帝国によるチベット独立の承認
しかし、辛亥革命で清朝が消失すると、イギリス帝国はチベットに介入し、1913年にイギリス帝国インド領に亡命中のダライ・ラマ13世をラサ市に戻し、政権の樹立を目指した。1913年から1914年にかけてイギリス帝国インド領北部の避暑地シムラ（Simla、Shimla）でイギリス帝国、中華民国、チベットで会議が実施された。イギリス帝国全権代表ヘンリー・マクマホンは、イギリス帝国インド領の国境線を北上させる条項（いわゆるマクマホンラインのこと）をチベットと締結したが、中華民国代表は署名を拒否した。

### その後の動向
1938年、英国は最終的に二国間協定としてシムラ条約を発効し、マクマホンライン以南のタワンの僧院にラサへ税を収めることを終えるように求めた。なお、C.U.アッチソンの条約関連の記録に、「シムラでは拘束力のある合意には達することが無かった」との注釈が見つかっているが、これは1929年の偽の発効日を持つ新しい巻に取り替えられ、それを中国ではなく、チベットとイギリスが協定は拘束力があると受け入れたと述べた編集者の解説が付いたものが発表された。